# Сражение при Торгау
Сражение при Торгау (нем. Schlacht bei Torgau) — сражение, произошедшее 3 ноября 1760 года при Торгау в Саксонии между австрийскими войсками фельдмаршала Дауна и прусскими войсками  короля Фридриха II, стало последним крупным сражением Семилетней войны.

## Перед сражением
К осени 1760 года Саксония была занята имперской армией, которая вытеснила оставленный для заслона слабый корпус генерала фон Гюльзена. Уже 27 сентября имперские войска под командованием Фридриха Михаэля фон Пфальц-Биркенфельда вынудили сдаться Торгау. Прусский комендант, майор фон Норман, попал в плен с 2 500 солдатами. 14 октября сдался после десятидневной осады Виттенберг. Генерал-майор Саленмон был взят в плен с 1 800 солдатами, и было захвачено большое количество припасов. 
Для Фридриха II Саксония, наряду с английскими субсидиями, являлась важнейшим источником финансирования войны. С потерей саксонских магазинов ему оставался лишь магазин в Магдебурге, но и тот находился в опасности. Фридрих II также нуждался в Саксонии в качестве разменной монеты для возможных мирных переговоров. Его конечной целью являлся мир на выгодных для Пруссии условиях. По собственному выражению, он желал закончить кампанию 1760 года, «рискнув всем и испробовав самые отчаянные вещи, с тем, чтобы победить или найти славный конец».
Стратегическое значение Саксонии прекрасно понимали и австрийцы: освободившись из тисков Фридриха в Силезии, Даун перебросил свои войска в Саксонию на соединение с Имперской армией, сюда же, по завершении Берлинской экспедиции, направился и генерал Ласси со своим 16-тысячным корпусом. 
Встреча противников произошла у саксонского города Торгау. Армия Фридриха насчитывала к этому моменту 44 000 человек (62 батальона пехоты, 102 эскадрона кавалерии, 151 тяжёлое орудие). Накануне он отделил 14 батальонов и 38 эскадронов для действий против имперской армии («цесарцев») в районе Лейпцига.
Австрийский командующий фельдмаршал Даун занял с 53 000 солдат (35 пехотных и 24 кавалерийских полка, 240 тяжёлых орудий) укреплённую позицию западней Торгау, между Гроссвигом и Цинной, фронтом на юго-запад. Войска Дауна расположились на Зюптицких высотах, надёжно защищённых как естественными препятствиями в виде болот, прудов, ручьёв, отводных каналов, так и созданными в 1759 году пруссаками засеками и окопами.

## Ход сражения
Фридрих попробовал новую тактику для осуществления своего плана: разделил свои войска и повел три корпуса (41 батальон и 48 эскадрона) через лес, чтобы обойти высоты и атаковать австрийцев с севера. Тем временем Ганс Иоахим фон Цитен с 21 батальоном и 54 эскадронами двинулся с четвёртым корпусом к югу от высот и должен был перерезать Дауну отступление к Эльбе. Атаки войск противника с севера и с юга должны были начаться одновременно. Но поскольку расположение войск противника было недостаточно разведано, а также из-за несогласованности в действиях между обоими отрядами, возникшей как по причине их удаления друг от друга, так в силу ряда случайных обстоятельств, сражение приобрело характер затяжного и невероятно кровопролитного. Причём в течение дня победа клонилась несколько раз то на одну, то на другую сторону.

Встреча Фридриха с фон Цитеном на следующий день после битвы при Торгау

Цитен атаковал слишком рано и напоролся на кавалерийский корпус Сент-Иньона, который был взят в плен. Эта ранняя атака едва не обернулась катастрофой. Фридрих вынужден был также атаковать высоты, хотя большая часть его корпуса еще не прибыла. Когда кавалерия, наконец, вмешалась, она была отброшена австрийцами. Вторая атака была более успешной. Австрийская пехотная линия была разорвана, однако австрийская кавалерия не позволила развить успех.
Тем временем Фридрих II предпринял попытку атаки с севера десятью батальонами, но пушечный огонь австрийских орудий в течение часа уничтожил пять прусских гренадерских полков. После прибытия основной колонны Фридрих атаковал второй раз, но Даун развернул свою кавалерию, которая оттеснила пруссаков обратно в леса.
Тем временем Даун был ранен в ногу и отправился в Торгау, оставив вместо себя генерала фон Буккова. Оттуда он отправил победную депешу императрице Марии Терезии в Вену. В свою очередь, контуженный и обреченный на бездействие, Фридрих в церкви соседней деревни Эльсниг ждал исхода битвы, которую считал проигранной, потому что не получал никаких известий от Цитена.
В сумерках ситуация изменилась. Проведённому местным жителем к выгодному месту начала атаки Цитену удалось в 18:00 кавалерийской атакой захватить главную батарею австрийцев и направить её против них. Две попытки австрийцев отбить орудия не увенчались успехом. В этот момент вновь вступила в бой пехота Фридриха, уже было начавшая отход. К 21:00 пруссаки торжествовали победу.

## Результаты

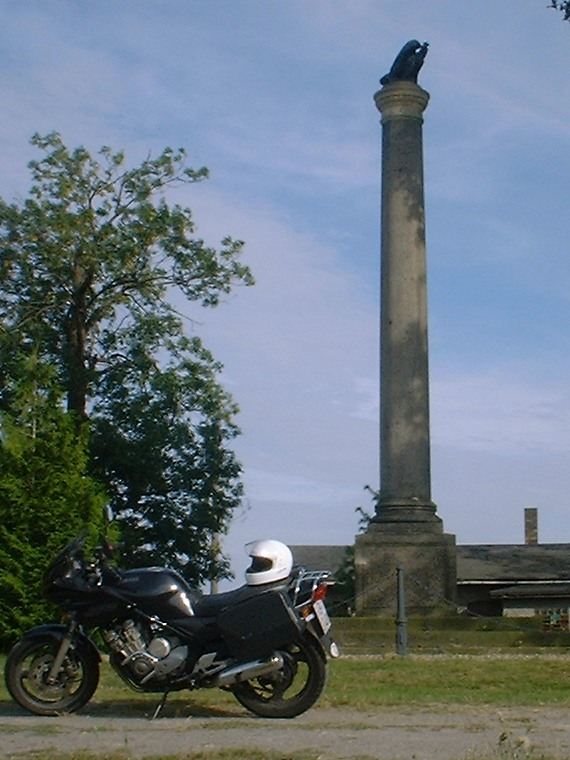
Памятник на месте битвы на Зюптицких высотах

В результате победы при Торгау значительная часть Саксонии (но не вся Саксония) была возвращена Фридрихом, но это стало не той окончательной победой, ради которой он был готов «рискнуть всем». Война продлится ещё три года.
Потери обеих сторон были огромны: более 16 000 у пруссаков, около 16 000 (по другим данным, более 17 000) у австрийцев. От австрийской императрицы Марии Терезии их действительная величина скрывалась, а Фридрих запретил публикацию списков погибших. Для него понесённые потери были невосполнимыми: в последние годы войны основным источником пополнения прусской армии стали военнопленные, которые при любом удобном случае перебегали к противнику целыми батальонами. Прусская армия утратила свои боевые качества, что заставило Фридриха отказаться от активных наступательных действий. Последние годы Семилетней войны были заполнены маршами и маневрами; крупных сражений, подобных сражениям начального этапа войны, не происходило.